# Brot und Spiele (Album)
Brot und Spiele ist das fünfzehnte Album von Saltatio Mortis und das neunte, auf welchem sie Mittelalter-Rock spielen. Es wurde am 17. August 2018 veröffentlicht und stieg auf Platz 1 der Deutschen Album Charts ein. Der Titel ,Brot und Spiele‘ bezieht sich auf die Befürchtung der Band, in spätrömischen Zeiten zu leben.

## Rezeption
„Spätestens seit DAS SCHWARZE IXI (2013) machen Saltatio Mortis keinen Hehl um ihre gesellschaftspolitische Einstellung. ZIRKUS ZEITGEIST verfestigte 2015 diese Agenda – und BROT UND SPIELE perfektioniert sie jetzt. Das Oktett dabei unter Mittelalter-Metal zu führen, wird ihm nicht mehr gerecht; eine Entwicklung nicht unähnlich der von In Extremo. Stattdessen bietet das elfte Album der Band hymnenhaften Deutsch-Rock, angereichert mit mal mehr, mal weniger mittelalterlichen Instrumenten und Melodien.“

„Gefühlvoll, ausdrucksstark und mit ordentlichem Druck nach vorne ist „Brot und Spiele“ sicher eins der besten, wenn nicht sogar DAS beste Album, das Saltatio Mortis bisher produziert haben. Obwohl der vielen Deutschrockelemente kann man noch ganz klar den typischen Klang der Spielleute erkennen und immer wieder finden. Politisch klar positioniert und mit der einen oder anderen Ohrfeige gegen rechtes Gedankengut und fehlgeleitete Politiker überzeugt das Album nicht nur musikalisch, sondern auf allen Ebenen und ganzer Linie!“

## Titelliste
1. Ein Stück Unsterblichkeit (Intro) – 1:37
2. Große Träume – 3:19
3. Dorn im Ohr – 3:36
4. Ich werde Wind – 3:45
5. Europa – 3:33
6. Spur des Lebens – 4:00
7. Brot und Spiele – 3:36
8. Nie wieder Alkohol – 3:00
9. Träume aus Eis – 3:16
10. Mittelalter – 3:33
11. Brunhild – 3:37
12. Besorgter Bürger – 3:05
13. Sie tanzt allein – 3:23

Bonus-CD "Panem et Circenses - ad Fontes"
1. Präludium - Ad fontes – 2:43
2. Heimdall – 3:16
3. Drachentanz – 2:25
4. Schon wieder Herbst – 4:24
5. Epitaph To A Friend – 3:54
6. Ad digitum prurigo – 2:58
7. Herr Holkin – 3:52
8. Raghs-e-Pari – 2:47
9. Tränen des Teufels – 4:14
10. Amo lem ad nauseam – 3:08
11. Marselha – 3:28
12. Volta – 3:29
13. Mitt Hjerte Alltid Vanker – 3:05

## Charts und Chartplatzierungen
In Deutschland erreichte Brot und Spiele die Spitzenposition der deutschen Albumcharts und konnte sich eine Woche an dieser sowie zwei Wochen in den Top 10 und 17 Wochen in den Charts halten. Am Ende des Jahres belegte das Album Position 37 der Album-Jahrescharts. Des Weiteren platzierte sich Brot und Spiele auf Position neun der offiziellen deutschen Vinylcharts. In Österreich erreichte das Album Position acht und hielt sich eine Woche in den Top 10 sowie vier Wochen in der Hitparade. In der Schweiz schaffte es das Album auf Position sechs und hielt sich ebenfalls eine Woche in den Top 10 und insgesamt drei Wochen in den Charts.
Für Saltatio Mortis ist Brot und Spiele der zwölfte Charterfolg in den deutschen Albumcharts sowie jeweils der vierte in Österreich und der Schweiz. Es ist ihr sechster Top-10-Erfolg in Deutschland und jeweils der erste in Österreich und der Schweiz. Es ist das dritte Nummer-eins-Album der Band in Deutschland.
| ChartsChartplatzierungen | Höchstplatzierung | Wochen |
| ------------------------ | ----------------- | ------ |
| Deutschland (GfK)        | 1 (26 Wo.)        | 26     |
| Österreich (Ö3)          | 8 (4 Wo.)         | 4      |
| Schweiz (IFPI)           | 6 (3 Wo.)         | 3      |

| ChartsJahrescharts (2018) | Platzierung |
| ------------------------- | ----------- |
| Deutschland (GfK)         | 37          |